# Cámara del Libro de Cataluña
La Cámara del Libro de Cataluña (en catalán, Cambra del Llibre de Catalunya) es una asociación profesional sin ánimo de lucro creada para la representación y gestión de los intereses profesionales del libro en Cataluña. Agrupa a libreros, distribuidores, editoriales y empresas de artes gráficas especializadas en la producción de libros.
Está formada por el Gremio de Editores de Cataluña, el Gremio de Libreros de Cataluña, el Gremio de Distribuidores del Publicaciones, y el Gremio de Indústrias Gráficas de Cataluña.
Tiene como antecedente la Cámara Oficial del Libro de Barcelona, constituida en 1918 por los principales editores catalanes y que desarrolló una gran actividad hasta el estallido de la guerra civil española, en 1936. Durante este periodo fue la entidad que instituyó la fiesta del Libro en Cataluña y que publicó los primeros catálogos bibliográficos catalanes. En 1939, al terminar la Guerra Civil, desapareció para ser anexionada al Instituto Nacional del Libro Español (INLE). En 1981 fue restaurada con el actual nombre de "Cámara del Libro de Cataluña", asumiendo las tareas del INLE, que poco después desaparecería.
Tiene la sede en la calle Valencia n.º 279 de Barcelona, donde comparte espacio con el Gremio de Editores de Cataluña y la Asociación de Editores en Lengua Catalana.
Actualmente está presidida por Patrici Tixis, presidente del Gremio de Editores de Cataluña.